# Moussoro
Moussoro (àrab: موسورو, Mūsūrū) és una ciutat del Txad, situada 300 km al nord-oest de N'Djamena, a la carretera de Faya-Largeau. És un centre de transport important. Es troba en el llit d'un riu sec i com a resultat té la vegetació típica de la zona.
Moussoro és la capital de la regió de Barh el Gazel. La ciutat està comunicada per l'aeroport de Moussoro. Moussoro està habitada pel grup ètnic dels tubus del nord del Txad, coneguts per la seva activitat agrícola, i és la seva ciutat comercial i administrativa. El dia del mercat de Moussoro és el dijous.
A Moussoro hi ha la segona residència del president del Txad. La residència principal es troba a N'Djamena (vegeu imatge a baix). La ciutat és també la principal zona d'entrenament de l'exèrcit al Txad. Comprén el més gran centre penitenciari del Txad i un camp d'instrucció de diferents cossos militars de l'Exèrcit Nacional del Txad (Armée Nationale Tchadienne, ANT).

## Galeria

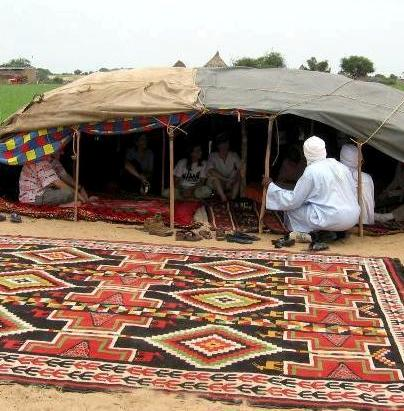
Tenda nòmada prop de Moussoro (fotografia de 2012)
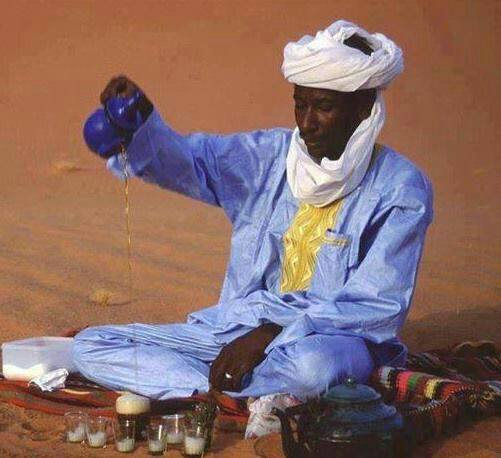
Home servint te (2015)
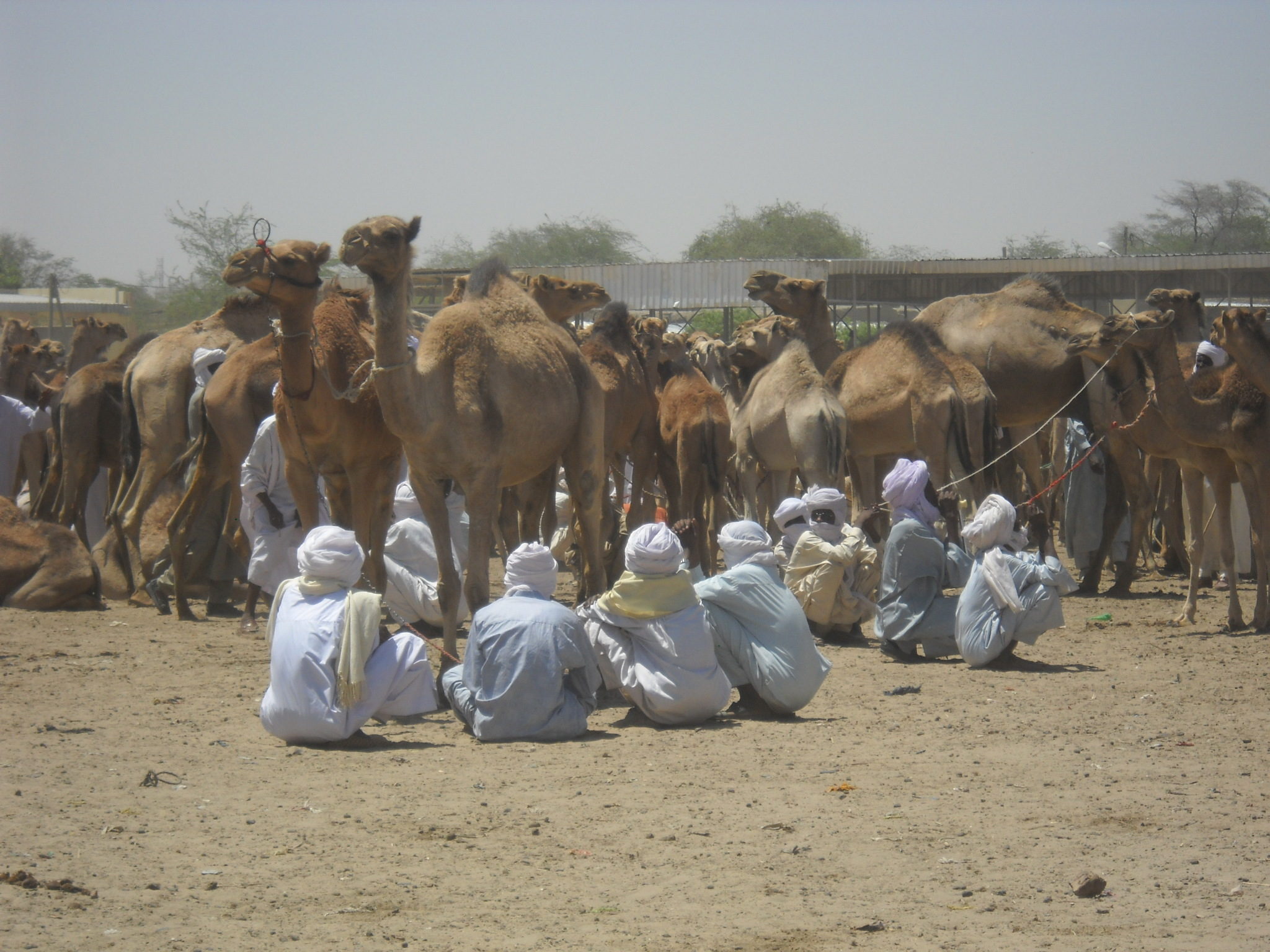
Mercat setmanal de camells (Març de 2011)